# Biclonuncaria tetrica
Biclonuncaria tetrica es una especie de polilla de la familia Tortricidae. Se encuentra en el Distrito Federal de Brasil.